# Rogécourt
Rogécourt är en kommun i departementet Aisne i regionen Hauts-de-France i norra Frankrike. Kommunen ligger  i kantonen La Fère som ligger i arrondissementet Laon. År 2022 hade Rogécourt 94 invånare.

## Befolkningsutveckling
Antalet invånare i kommunen Rogécourt
Referens: INSEE